# Louisa Reeve
Louisa Reeve (Londres, 16 de mayo de 1984) es una deportista británica que compitió en remo.
Ganó dos medallas de bronce en el Campeonato Mundial de Remo, en los años 2007 y 2011, y una medalla de plata en el Campeonato Europeo de Remo de 2014.
Participó en dos Juegos Olímpicos de Verano, ocupando el quinto lugar en Pekín 2008 y el quinto en Londres 2012, en la prueba de ocho con timonel.

## Palmarés internacional
| Campeonato Mundial | Campeonato Mundial | Campeonato Mundial | Campeonato Mundial |
| Año                | Lugar              | Medalla            | Prueba             |
| ------------------ | ------------------ | ------------------ | ------------------ |
| 2007               | Múnich (Alemania)  | Medalla de bronce  | Ocho con timonel   |
| 2011               | Bled (Eslovenia)   | Medalla de bronce  | Ocho con timonel   |
| Campeonato Europeo |                    |                    |                    |
| Año                | Lugar              | Medalla            | Prueba             |
| 2014               | Belgrado (Serbia)  | Medalla de plata   | Ocho con timonel   |